# ناپیوسته‌سپران
ناپوسته‌سپران (Ateleaspididae) یک خانواده از ماهیان بی‌آرواره ماقبل تاریخ منقرض‌شده از دوره دوونین در راسته استخوانی‌زرهان (Osteostraci) بود.
نام "Ateleaspis" از ریشه‌های یونانی باستان تشکیل شده‌است:
- a-teles (ατελής): به معنی ناقص، ناتمام و ناپیوسته.
- aspis (ασπίς): به معنی سپر.

این نام ممکن است به زره نسبتاً ساده یا تکه‌تکه این ماهی‌ها در مقایسه با سایر ماهی‌های زره‌دار سنگین‌تر آن زمان اشاره داشته باشد.